# Апелерн
Апелерн (њем. Apelern) општина је у њемачкој савезној држави Доња Саксонија. Једно је од 38 општинских средишта округа Шаумбург. Према процјени из 2010. у општини је живјело 2.624 становника. Посједује регионалну шифру (AGS) 3257002.
Као што је случај и са осталим немачким селима, историја је блиско повезана са историјом локалног племства. У последњих 300, 400 година породице (њем. Münchhausen)  и (њем. Hammerstein) су оставиле траг на ово село.

## Географија
Апелерн се налази у савезној држави Доња Саксонија у округу Шаумбург. Општина се налази на надморској висини од 81 метра. Површина општине износи 24,6 km². У самом мјесту је, према процјени из 2010. године, живјело 2.624 становника. Просјечна густина становништва износи 107 становника/km².